# Franciszek Ksawery Nitosławski
Franciszek Ksawery Nitosławski herbu Dołęga – podwojewodzi sądowy kijowski w latach 1749–1754, sędzia grodzki kijowski w latach 1741–1747, sędzia grodzki grabowiecki, łowczy chełmski w latach 1730–1750.
Był synem Pawła, burgrabiego grodzkiego Winnickiego i Magdaleny z Ożgiewiczów. Żonaty z Elżbietą z Kunickich, z którą miał synów Antoniego, Józefa i Łukasza oraz córki Katarzynę i Urszulę.
Poseł na sejm nadzwyczajny 1750 roku z województwa kijowskiego.